# Sabine Steinbach
Pour les articles homonymes, voir Steinbach.
Sabine Steinbach, née le 18 juillet 1952 à Chemnitz, est une nageuse est-allemande.
Lors des Jeux olympiques de 1968 se tenant à Mexico, elle est médaillée de bronze de la finale du 400 mètres nage libre et termine quatrième de la finale du 200 mètres nage libre.